# ギヨーム・ソーヴレー
ウィレム・ソーヴレト（Willem Sauvlet, 1843年7月29日 - 1902年9月30日）は、オランダ出身の作曲家、ピアニスト、ヴァイオリニスト、指揮者、音楽教師。フランス語名のギヨーム・ソーヴレー（Guillaume Sauvlet）で知られている。
お雇い外国人として1885年から1889年まで日本で活動した。

## 経歴
音楽家のフーベルト・ソーヴレトとエリザベト・デ・ブランケの2番目の子としてミデルブルフに生まれ、オランダ領東インドのバタヴィア（現在のインドネシアのジャカルタ）にあるギムナジウム・ウィレム3世で学んだ。1884年11月に香港を、1885年4月に上海を訪れ、演奏会の独奏者、音楽教師として活動した。すでにシンガポールと香港に巡業していたマスコット歌劇団の同年7月の上海公演から指揮者兼ピアノ伴奏者として出演した。マスコット歌劇団は三菱会社の広島丸で横浜に向かい、停泊した神戸の神戸体育館劇場で同年8月20日、21日に日本初公演を開催し、8月23日に横浜に到着すると8月25日から9月16日にかけて横浜パブリックホールで公演した。マスコット歌劇団は同年9月20日に日本を去ったが、ソーヴレーは日本に残って横浜と神戸で個人の演奏会に出演した。同年10月に上海に戻り、エミリー・メルヴィル歌劇団の公演での指揮のほか、10月27日にはソーヴレーの告別演奏会に出演した。エミリー・メルヴィル歌劇団はソーヴレーとともに日本に渡り、神戸（11月2日）と横浜（11月10日から27日にかけて8回）で公演した。
エミリー・メルヴィル歌劇団が再び神戸に向かうとソーヴレーは横浜に残り、離日するまで山手に居住した。1886年4月1日からフランツ・エッケルトの後任として音楽取調所の嘱託教師となり、唱歌、ピアノ、オルガン、弦楽、管楽、和声法、対位法を担当した。1887年10月4日に音楽取調所が東京音楽学校と改称されてからも1889年1月9日まで引き続き同校の教師を続けた。そのほかに横浜合唱協会 (Yokohama Choral Society) 専任指揮者を務めた。教え子に小山作之助、納所弁次郎、白井規矩郎、山田源一郎、幸田延がいる。
その後、ハワイ滞在を経て1890年11月21日にホノルルを出港したオーストラリア号でサンフランシスコに向かい、同地に移住した。

## 作品
中村理平が作品リストを作成している。

### 管弦楽曲
- 愛のよろこび（Liebes-Glück）
- 春花の曲

### 吹奏楽曲
- カラカウア行進曲（Kalakaua March. カラカウア皇帝に献呈）

### オペラ
- 天国の娘（Keikilani. カラカウア皇帝に捧ぐ）

### 室内楽曲
- ヴァイオリンとピアノのためのエレジー 変ホ長調（Batavia: N. Schagen. オランダ領東インド総督 Johan Wilhelm van Lansberge に献呈[22]）

### ピアノ曲
- Wien Neêrlands Bloed. 華麗な幻想曲 Op. 7 (Amsterdam: Brix von Wahlberg, 1873)[23]
- 蝶々、ファンタジー・カプリス Op. 8 (Amsterdam: Brix von Wahlberg, 1873)[23]
- 希望、夜想曲 (Amsterdam: Brix von Wahlberg, 1873)[23]
- Liebes-Glück. アダージョ (Amsterdam: Brix von Wahlberg, 1873)[23]
- 夜想曲 変ホ長調 (Amsterdam: Brix von Wahlberg, 1883)[24]
- Ecume de Perle. 華麗な奇想曲 Op. 3 (Amsterdam: Brix von Wahlberg, 1883)[24]
- La Pompa di Festa. 演奏会用練習曲 (Amsterdam: Brix von Wahlberg, 1883)[24]
- 祝賀行進曲 (Amsterdam: Brix von Wahlberg, 1883)[24]
- コケット、奇想曲 (Amsterdam: Brix von Wahlberg, 1883)[24]
- 日本ワルツ（Nippon Valse. 1886年出版[19]. 伊藤博文夫人（伊藤梅子）に献呈）
- 4手のための明治行進曲（Meiji March. 1886年出版[19]. 日本皇帝（明治天皇）に献呈）
- La Linda. 性格的小品 (Leipzig: The John Church Co., 1897)[25]
- ポルカ
- ピアノソナタ ニ長調
- ガヴォット 第1番
- ガヴォット 第2番
- 舞踏界の女王（La Reine du Bal）
- 即興曲（Impromptu）
- 女王即位50年記念行進曲（The Queen's Jubilee March）

### 歌曲
- 2つのピアノ伴奏歌曲 (Amsterdam: Brix von Wahlberg (Leipzig: Hofmeister), 1865)[26]
  1. Gewissheit der Liebe
  2. Treue Liebe
- 唱歌『花鳥』

### 編曲
- 伊沢修二: 天長節（和声付け）
- 上真行: 天長節（和声付け）